# Lift Me Up (Geri Halliwell)
Lift Me Up è il terzo singolo estratto dall'album di debutto della cantante pop britannica Geri Halliwell, Schizophonic.
Il singolo è stato pubblicato il 1º novembre 1999 dall'etichetta discografica EMI. Il singolo, oltre a vari remix, conteneva anche due b-side: Live and Let Die e Very Slowly.
Ha raggiunto la prima posizione della classifica britannica, restando in classifica per oltre quindici settimane e diventando la seconda "prima posizione" consecutiva per la Halliwell in quella classifica dopo il successo di Mi Chico Latino.Disco D'oro in Uk (341,000)

## Tracce e formati
UK CD1/European CD2

(Pubblicato 1º novembre 1999)
1. "Lift Me Up" - 3:52
2. "Lift Me Up" [Metro Edit] - 3:57
3. "Lift Me Up" [Almighty Edit] - 3:24
4. "Lift Me Up" [K-Klass Phazerphunk Mix] - 8:02

UK CD2/European CD1

(Pubblicato il 1º novembre, 1999)
1. "Lift Me Up" - 3:52
2. "Live And Let Die" - 3:10
3. "Very Slowly" - 3:59
4. "Lift Me Up" Enhanced Video

European 2-Track CD Single

(Pubblicato il 1º novembre 1999)
1. "Lift Me Up" - 3:52
2. "Live And Let Die" - 3:10
3. "Lift Me Up" Enhanced Video

Italian 12"

(Pubblicato il 1º novembre 1999)
1. "Lift Me Up" [K-Klass Phazerphunk Mix] - 8:02
2. "Lift Me Up" [Sharp Deadly Dub] - 6:55
3. "Lift Me Up" [Sharp Sonik Vocal Mix] - 7:34
4. "Lift Me Up" - 3:52

## Versioni ufficiali e remix
1. Lift Me Up (Album Version) - 3:52
2. Lift Me Up (Almighty Definitive Mix)* - 6:54
3. Lift Me Up (Almighty Edit) - 3:24
4. Lift Me Up (K-Klass Phazerpunk Mix) - 8:02
5. Lift Me Up (K-Klass Phazerphunk Radio Mix)* - 4:06
6. Lift Me Up (Metro Club Mix)* - 6:04
7. Lift Me Up (Metro Edit) - 3:57
8. Lift Me Up (Metro Extended Mix)* - 6:06
9. Lift Me Up (Pharmacy Phazerphunk Dub)* - 7:22
10. Lift Me Up (Sharp Sonik Vocal Mix) - 7:34
11. Lift Me Up (Sharp Deadly Dub) - 6:55

* appare solo nei singoli promozionali

## Classifiche
| Paese         | Posizione massima |
| ------------- | ----------------- |
| Regno Unito   | 1                 |
| Italia        | 19                |
| Finlandia     | 20                |
| Nuova Zelanda | 23                |
| Svezia        | 56                |
| Paesi Bassi   | 71                |